# Monte Markham
Monte Markham (* 21. Juni 1935 in Manatee County, Florida) ist ein US-amerikanischer Schauspieler und Regisseur.

## Leben
Markham wurde 1935 in Florida geboren. Nach seiner Schulzeit wurde er Schauspieler. Sein Broadway-Debüt gab er als Schauspieler 1973 in dem Musical Irene. Für seine Rolle in diesem Theaterstück erhielt Markham den Theatre World Award. Danach trat er als Schauspieler auf der Bühne in der Komödie Same Time, Next Year auf.
Neben seinen Rollen auf der Bühne war Markham in seinem Leben in verschiedenen Fernsehproduktionen tätig. Markham spielte die Doppelrolle von Ken und seinem fast 70 Jahre im Eis von Alaska eingefrorenem Großvater Luke Carpenter in der ABC-Sitcom The Second Hundred Years (1967–1968), die in Deutschland als Der Mann von gestern ausgestrahlt wurde. 1969 spielte er die Hauptrolle in einer Fernsehserie basierend auf dem Filmklassiker Mr. Deeds geht in die Stadt und war von 1973 bis 1974 Hauptdarsteller in der Fernsehserie The New Perry Mason. Keine der Serien konnte sich allerdings dauerhaft etablieren, in späteren Jahren musste Markham sich vor allem mit Nebenrollen begnügen. Auch in verschiedenen Kinofilmen spielte Markham mit, beispielsweise in Die Rache der glorreichen Sieben, Verschollen im Bermuda-Dreieck und Hour of the Gun. 1982 wirkte er für das ZDF an deren sechsteiliger Miniserie Jack Holborn mit.
Markham ist auch als Regisseur tätig. 1988 gab er mit dem Film Defense Play – Mörderische Spiele sein Regiedebüt. Drei Jahre darauf inszenierte er Neon City, für den er auch erst- und bisher einmalig als Drehbuchautor tätig war. Daran anschließend war er als Regisseur an verschiedenen Fernsehproduktionen beteiligt, so drehte er etwa drei Episoden von Baywatch – Die Rettungsschwimmer von Malibu, wo er in den ersten Staffeln auch eine regelmäßige Nebenrolle als erfahrener Rettungsschwimmer Captain Don Thorpe innehatte. Auch in den 2010er-Jahren stand der inzwischen über 80-jährige Markham für zahlreiche Produktionen vor der Kamera, häufig kostengünstig produzierte Independentfilme.
Markham ist seit 1961 mit Klaire Keevil Hester verheiratet.

## Filmografie (Auswahl)
- 1966: Kobra, übernehmen Sie (Mission: Impossible; Fernsehserie, 2 Folgen)
- 1967: Die fünf Geächteten (Hour of the Gun)
- 1967–1968: Der Mann von gestern (The Second Hundred Years; Fernsehserie, 26 Folgen)
- 1968: Project X
- 1969: Die Rache der glorreichen Sieben (Guns of the Magnificent Seven)
- 1969–1970: Mr. Deeds Goes to Town (Fernsehserie, 17 Folgen)
- 1970–1980: Hawaii Fünf-Null (Hawaii Five-O; Fernsehserie, 4 Folgen)
- 1970: Ein Käfig voller Helden (Hogan’s Heroes; Fernsehserie, Folge Eight O'Clock and All Is Well)
- 1970: Die Leute von der Shiloh Ranch (The Virginian; Fernsehserie, Folge Gun Quest)
- 1970: High Chaparral (The High Chaparral; Fernsehserie, Folge Too Late the Epitaph)
- 1972: Mein Herz braucht Liebe (One Is a Lonely Number)
- 1973–1974: The New Perry Mason (Fernsehserie, 15 Folgen)
- 1974: Der Morgen, als Ginger kam (Ginger in the Morning)
- 1974/1975: Der Sechs-Millionen-Dollar-Mann (The Six Million Dollar Man; Fernsehserie, 2 Folgen)
- 1975: Barnaby Jones (Fernsehserie, 1 Folge)
- 1976: Schlacht um Midway (Midway)
- 1976: Quincy (Quincy, M. E.; Fernsehserie, Folge Who’s Who in Neverland)
- 1977: Verschollen im Bermuda-Dreieck (Airport ’77)
- 1979: Trapper John, M.D. (Fernsehserie, Folge Love Is a Three-Way Street)
- 1980: Der unglaubliche Hulk (The Incredible Hulk; Fernsehserie, Folge Prometheus)
- 1981: Hart aber herzlich (Hart to Hart, Fernsehserie, Folge Der Pelzjäger) als Robert Carney
- 1981: Dallas (Fernsehserie, 9 Folgen)
- 1982: Bret Maverick (Folge Jagd auf Leben und Tod)
- 1982: Ein Colt für alle Fälle (The Fall Guy; Fernsehserie, Doppelfolge License to Kill)
- 1982: Jack Holborn (Fernseh-Miniserie, 4 Folgen)
- 1984: Das A-Team (Fernsehserie, 1 Folge)
- 1986–1993: Mord ist ihr Hobby (Murder, She Wrote; Fernsehserie, 4 Folgen)
- 1986: Jake Speed
- 1987: Danny, immer fünf Minuten zu spät (Hot Pursuit)
- 1988: Defense Play – Mörderische Spiele (Defense Play) – auch Regie
- 1988: Golden Girls (Fernsehserie, Folge Der kleine Bruder) als Clayton Hollingsworth
- 1989–1992: Baywatch – Die Rettungsschwimmer von Malibu (Baywatch; Fernsehserie, 43 Folgen)
- 1991: Golden Girls (Fernsehserie, Folge Die Schwester der Braut) als Clayton Hollingsworth
- 1991: Neon City – auch Regie
- 1995–1996: Campus Cops (Fernsehserie, 9 Folgen)
- 1996: Star Trek: Deep Space Nine (Fernsehserie, Folge Let He Who Is Without Sin...)
- 2009: Cold Case – Kein Opfer ist je vergessen (Fernsehserie, Folge The Brush Man)
- 2011–2012: Fringe – Grenzfälle des FBI (Fringe; Fernsehserie, 2 Folgen)
- 2014: Life Partners
- 2015: We Are Still Here – Haus des Grauens (We Are Still Here)
- 2016: The Rift: Dark Side of the Moon
- 2018: Daddy Issues

## Auszeichnungen
- Theatre World Award, 1973 für seine Rolle in Irene